# Swaffham
Swaffham ist ein Ort mit 6935 Einwohnern (Stand: 2001) im District Breckland in der Grafschaft Norfolk in England. Der Name der Stadt ist abgeleitet vom altenglischen Swǣfa hām und bedeutet so viel wie „Schwabenheim“. Die eingewanderten Angeln werden teilweise als suebischer (schwäbischer) Stamm angesehen.

## Sehenswürdigkeiten
Seit 1999 befindet sich in Swaffham eine Windkraftanlage mit Aussichtsplattform. Die Anlage des Herstellers Enercon vom Typ E-66 ist 60 m hoch (siehe Windkraftanlage mit Aussichtsplattform#Ausgeführte Anlagen).

## Städtepartnerschaften
Partnerstädte sind Hemmoor (Niedersachsen) und Couhé (Frankreich). Mit diesen bildet Swaffham eine Ringpartnerschaft. 

## Trivia
In Der Trödler von Swaffham (The Padler of Swafham) ist Swaffham Gegenstand eines Märchens (siehe Liste von Märchen).

## Persönlichkeiten
- Tim Harris (* 1962), Radrennfahrer